# Phasmidiasta ecuadorensis
Phasmidiasta ecuadorensis är en stekelart som beskrevs av Fischer 2006. Phasmidiasta ecuadorensis ingår i släktet Phasmidiasta och familjen bracksteklar. Inga underarter finns listade i Catalogue of Life.